# Ніскова
Ніскова (пол. Niskowa) — село в Польщі, у гміні Хелмець Новосондецького повіту Малопольського воєводства.
Населення — 741 особа (2011).

## Демографія
Демографічна структура станом на 31 березня 2011 року:
|          | Загалом | Допрацездатний вік | Працездатний вік | Постпрацездатний вік |
| -------- | ------- | ------------------ | ---------------- | -------------------- |
| Чоловіки | 365     | 83                 | 254              | 28                   |
| Жінки    | 376     | 89                 | 233              | 54                   |
| Разом    | 741     | 172                | 487              | 82                   |